# 자궁근종
자궁근종(子宮筋腫, uterine fibroid, uterine leiomyomas, fibroids)은 자궁의 평활근종이다. 대부분의 여성들에게는 증상이 없지만, 통증이나 과다월경을 겪는 여성들도 있다.

## 병인
근종은 비만 여성에게 더 일반적이다. 근종의 성장은 에스트로겐과 프로게스테론에 의존하므로 생식이 가능한 시기 동안에만 유효하다.

### 유전학
근종은 마치 어미가 근종이 있는 것처럼 부분적으로 유전적이며 딸에 대한 위험도가 평균치 보다 약 3배 더 높다.

### 가족성 평활근종
피부평활근종, 콩팥세포암종과 더불어 자궁평활근종을 일으키는 리드 증후군(Reed's syndrome)이 보고되었다.

## 치료
대부분의 근종은 증상을 일으키지 않는 한 치료가 필요하지 않다. 폐경기 이후에 근종이 줄어들며 문제를 일으키는 일은 흔치 않다.
증상이 있는 자궁근종은 다음을 통해 치료할 수 있다:
- 증상을 통제하기 위한 약물
- 종양을 가라앉히기 위한 약물
- 초음파 근종 파괴
- 근종적출술 또는 고주파 열치료
- 자궁절제술
- 자궁근종 색전술(자궁동맥 색전술)

## 기타 동물
자궁근종은 기타 포유류에게는 희귀한 질병이지만, 일부 개와 발트해 회색물범에게서 관찰되었다.